# Nacka SK
Nacka SK, bildad 29 november 1906, var en sportklubb i Nacka i Sverige, som bland annat haft framgångar inom bandy och ishockey.

## Bandy
I bandy nådde Nacka SK kvartsfinal i svenska mästerskapet 1926 och 1930.

## Ishockey
I ishockey blev klubben aldrig svenska mästare, men spelade flera säsonger i Sveriges högsta division, sista gången säsongen 1971/1972. Nacka SK misslyckades i Kvalserien till Elitserien i ishockey 1976. Inför säsongen 1976/1977 slogs ishockeysektionerna i Nacka SK, Skuru IK och Atlas Copco IF samman till "NSA-76", som 1980 bytte namn till Nacka HK.

### Säsonger
| Säsong    | Division            | Placering | Kval m.m.                            | SM                                                                               |
| --------- | ------------------- | --------- | ------------------------------------ | -------------------------------------------------------------------------------- |
| 1922      | Träningsserien      | 2         |                                      | SM: Utslagna i semifinalen av IK Göta                                            |
| 1923      | Klass I             | 5         |                                      | SM: Utslagna i semifinalen av IK Göta                                            |
| 1924      | Klass I             | 6         |                                      | SM: Utslagna i kvalomgången av IFK Stockholm                                     |
| 1925      | Klass I             | 2         |                                      | SM: Utslagna i semifinalen av Södertälje SK                                      |
| 1926      | Klass I             | 7         |                                      | SM: Förlorar semifinalen mot Västerås SK, Bronsmatch: Förlorar mot Södertälje SK |
| 1927      | Klass I             | 6         | nerflyttade                          |                                                                                  |
| 1927/1928 | Klass I             | 4         |                                      |                                                                                  |
| 1928/1929 | Klass I             | 1         | uppflyttade                          | SM: Utslagna i semifinalen av IK Göta                                            |
| 1929/1930 | Elitserien          | 5         |                                      | SM: Utslagna i andra kvalomgången av Södertälje SK                               |
| 1930/1931 | Elitserien          | 4         |                                      | SM: Utslagna i första omgången av Djurgården                                     |
| 1931/1932 | Elitserien          | 8         | nerflyttade                          | SM: Utslagna i första omgången av IK Hermes                                      |
| 1932/1933 | Klass I             | 1         | uppflyttade                          | SM: Utslagna i första omgången av Djurgården                                     |
| 1933/1934 | Elitserien          | 6         |                                      | SM: Utslagna i semifinalen av Hammarby                                           |
| 1934/1935 | Elitserien          | 7         | nerflyttade                          | SM: Utslagna i andra omgången av Hammarby IF                                     |
| 1935/1936 | Klass I             | 3         |                                      |                                                                                  |
| 1936/1937 | Klass I             | 4         |                                      | SM: Utslagna i tredje omgången av Södertälje IF                                  |
| 1937/1938 | Klass I             | 1         | uppflyttade                          |                                                                                  |
| 1938/1939 | Svenska serien      | 7         |                                      |                                                                                  |
| 1939/1940 | Svenska serien      | 7         | nerflyttade                          | SM: Utslagna i andra omgången av Matteuspojkarna                                 |
| 1940/1941 | Klass I             | 1         | uppflyttade                          | SM: Utslagna i första omgången av AIK                                            |
| 1941/1942 | Svenska serien      | 7         | nerflyttade                          | SM: Utslagna i kvartsfinalen av Hammarby                                         |
| 1942/1943 | Division II Östra   | 1         | Kval: Besegrar IF Aros, uppflyttade  | SM: Utslagna i kvartsfinalen av AIK                                              |
| 1943/1944 | Svenska serien      | 4         |                                      | SM: Utslagna i semifinalen av Hammarby                                           |
| 1944/1945 | Division I Södra    | 2         |                                      | SM: Utslagna i första omgången av IK Göta                                        |
| 1945/1946 | Division I Södra    | 3         |                                      | SM: Utslagna i andra omgången av Södertälje SK                                   |
| 1946/1947 | Division I Södra    | 3         |                                      | SM: Utslagna i kvalet av Västerås IK (ishockey)                                  |
| 1947/1948 | Division I Södra    | 6         | nerflyttade                          | SM: Utslagna i andra omgången av Matteuspojkarna                                 |
| 1948/1949 | Division II Östra   | 1         | uppflyttade                          |                                                                                  |
| 1949/1950 | Division I Norra    | 5         | nerflyttade                          | SM: Utslagna i andra omgången av IK Göta                                         |
| 1950/1951 | Division II Södra A | 1         | Kval: Besegrar IK Stefa, uppflyttade | SM: Utslagna i första omgången av Sundbybergs IK                                 |

Fr.o.m. 1952 är Svenska mästerskapen inte längre en egen turnering utan ett slutspel till högsta serien och Nacka SK deltar inte mer.
| Säsong    | Division                 | Placering | Kval/playoff                                         |
| --------- | ------------------------ | --------- | ---------------------------------------------------- |
| 1951/1952 | Division I Norra         | 4         |                                                      |
| 1952/1953 | Division I Södra         | 6         | nerflyttade                                          |
| 1953/1954 | Division II Östra        | 4         |                                                      |
| 1954/1955 | Division II Östra        | 3         |                                                      |
| 1955/1956 | Division II Östra        | 5         | nerflyttade                                          |
| 1956/1957 | Division III Stockholm B | 1         | uppflyttade                                          |
| 1957/1958 | Division II Östra B      | 5         |                                                      |
| 1958/1959 | Division II Östra B      | 1         | 2:a i kvalserien, uppflyttade                        |
| 1959/1960 | Division I Norra         | 7         | nerflyttade                                          |
| 1960/1961 | Division II Östra B      | 5         |                                                      |
| 1961/1962 | Division II Östra B      | 4         |                                                      |
| 1962/1963 | Division II Östra B      | 6         |                                                      |
| 1963/1964 | Division II Östra B      | 3         |                                                      |
| 1964/1965 | Division II Östra B      | 5         |                                                      |
| 1965/1966 | Division II Östra B      | 5         |                                                      |
| 1966/1967 | Division II Östra B      | 3         |                                                      |
| 1967/1968 | Division II Östra B      | 5         |                                                      |
| 1968/1969 | Division II Östra B      | 4         |                                                      |
| 1969/1970 | Division II Östra B      | 2         |                                                      |
| 1970/1971 | Division II Östra B      | 1         | 1:a i kvalserien, uppflyttade                        |
| 1971/1972 | Division I Norra         | 8         | 4:a i kvalificeringsserien, nerflyttade              |
| 1972/1973 | Division II Östra B      | 4         |                                                      |
| 1973/1974 | Division II Södra A      | 1         | 2:a i kvalserien                                     |
| 1974/1975 | Division II Östra        | 2         |                                                      |
| 1975/1976 | Division I Östra         | 4         | Playoff: Besegrar Tingsryd och HV71 4:a i kvalserien |